# Tidningshållare

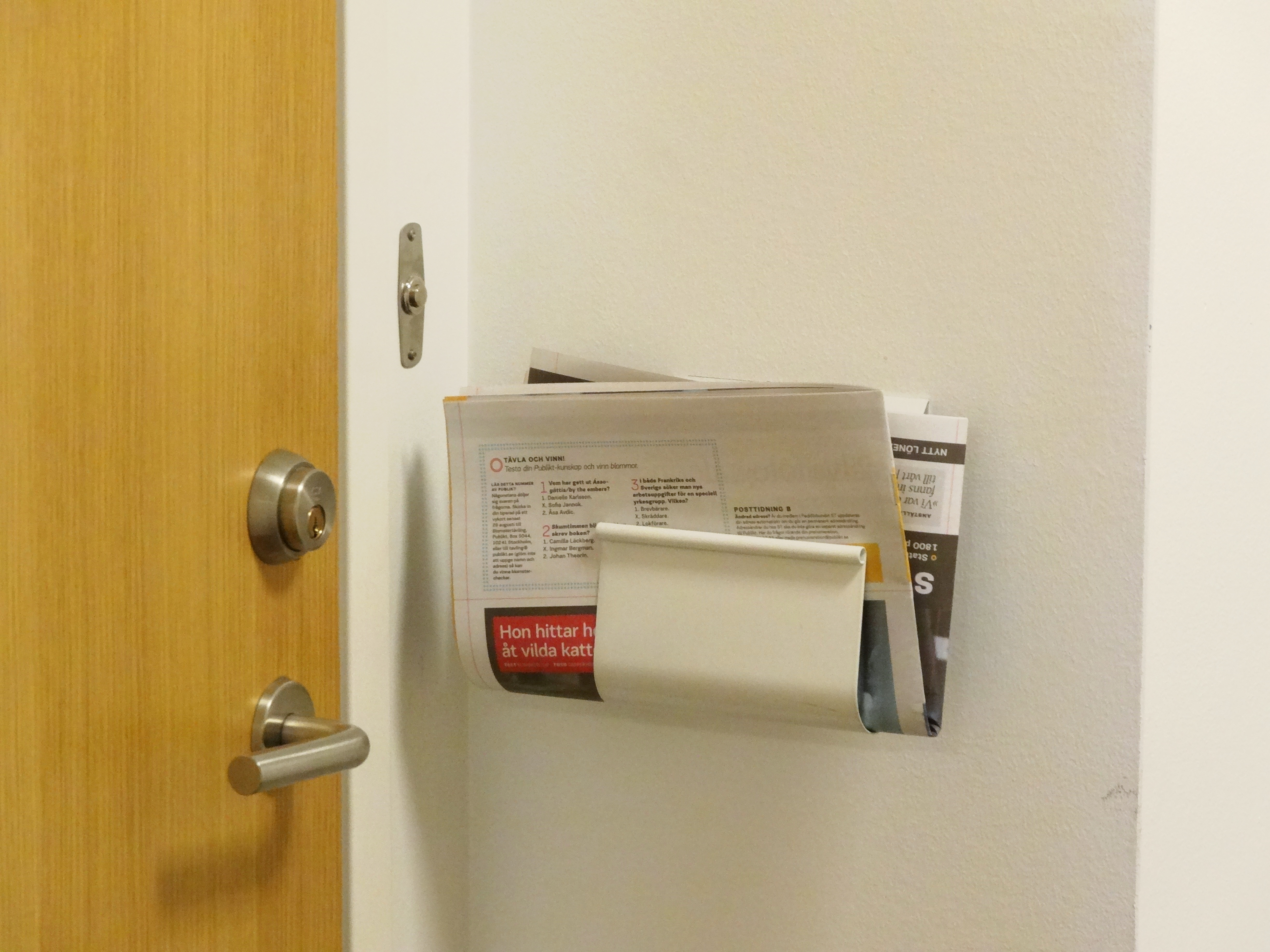
En tidningshållare med tidning i ett flerbostadshus i Göteborg.

Tidningshållare är ett vanligtvis väggmonterat ställ som gör det möjligt för tidningsdistributörer att leverera tidningen till dörren, även om brevinkast saknas.
I Sverige har det blivit vanligt med tidningshållare och fastighetsboxar i flerfamiljshus.